# Berdeniella julianensis
Berdeniella julianensis is een muggensoort uit de familie van de motmuggen (Psychodidae). De wetenschappelijke naam van de soort is voor het eerst geldig gepubliceerd in 2002 door Jezek.